# Aventiola maculifera
Aventiola maculifera là một loài bướm đêm trong họ Erebidae.